# Biosfeerreservaat Okski
Biosfeerreservaat Okski (Russisch: Окский государственный природный биосферный заповедник), is een strikt natuurreservaat gelegen in het midden van Europees Rusland en valt binnen de oblast Rjazan. De oprichting tot zapovednik vond plaats op 10 februari 1935 per decreet van de Raad van Volkscommissarissen van de Russische SFSR. Bovendien werd het gebied in 1986 aan de lijst van biosfeerreservaten toegevoegd onder het Mens- en Biosfeerprogramma (MAB) van UNESCO. De huidige oppervlakte van het gebied bedraagt 560,27 km². Ook werd er een bufferzone van 229,85 km² ingesteld.

## Kenmerken en doel van oprichting
Biosfeerreservaat Okski is gelegen aan de bovenloop van de rivier Oka, ten zuidoosten van de Russische hoofdstad Moskou. Het reservaat ligt op de overgang van de gematigde boszone, zuidelijke taiga en bossteppezone en werd opgericht om de bedreigde Russische desman (Desmana moschata) te beschermen. In Biosfeerreservaat Okski is sinds 1959 een fokcentrum voor wisenten (Bison bonasus) gevestigd, alsmede een fokcentrum voor verschillende soorten kraanvogels sinds 1979. Het merendeel van de wisenten die er gefokt worden, zullen worden uitgezet in natuurreservaten in Rusland. In het fokcentrum voor kraanvogels is een van de belangrijkste projecten, het fokken van de ernstig bedreigde Siberische witte kraanvogel (Grus leucogeranus). Deze soort broedt in de Obboezem van West-Siberië en trekt over negen verschillende landen om te overwinteren. In sommige van deze landen geloven ze niet dat het zien van een Siberische witte kraanvogel geluk brengt, zoals in Rusland, maar worden ze traditioneel bejaagd in Afghanistan. Met behulp van een deltavlieger, leren de wetenschappers van het fokcentrum de jongen daarom een veiligere route aan zodra ze oud genoeg zijn om te vliegen.

## Flora en fauna
In Biosfeerreservaat Okski en zijn bufferzone zijn 880 vaatplanten, 198 mossen en 140 korstmossen vastgesteld. Er zijn meerdere bostypen in het gebied aanwezig, met als belangrijkste bosvormers de grove den (Pinus sylvestris), zachte berk (Betula pubescens), ruwe berk (Betula pendula), zomereik (Quercus robur), zwarte els (Alnus glutinosa), winterlinde (Tilia cordata), Noorse esdoorn (Acer platanoides) en fijnspar (Picea abies).
Ook zijn er 61 verschillende zoogdiersoorten in Biosfeerreservaat Okski vastgesteld. Bijzondere aandacht gaat uit naar de Russische desman (Desmana moschata). Deze soort komt in het reservaat met maximaal 1.000 individuen voor in de overstromingswateren van de rivier Oka en Pra, maar is nog steeds met uitsterven bedreigd omdat ze vaak verstrikt raken in visnetten. Andere zoogdieren in het gebied zijn onder meer de watervleermuis (Myotis daubentonii), grootoorvleermuis (Plecotus auritus), berkenmuis (Sicista betulina), bosslaapmuis (Dryomys nitedula), hazelmuis (Muscardinus avellanarius), eland (Alces alces), bever (Castor fiber), wolf (Canis lupus) en otter (Lutra lutra).
Onder de 266 in het reservaat vastgestelde vogelsoorten broeden interessante soorten als de bastaardarend (Clanga clanga), zwarte ooievaar (Ciconia nigra), kraanvogel (Grus grus), witgat (Tringa ochropus), ijsvogel (Alcedo atthis), grijskopspecht  (Picus canus), krekelzanger (Locustella fluviatilis) en noordse nachtegaal (Luscinia luscinia). De zwarte ooievaar staat ook op het embleem van Biosfeerreservaat Okski.